# Palais de Jabalquinto
 (février 2023).
 (février 2023).
Si vous disposez d'ouvrages ou d'articles de référence ou si vous connaissez des sites web de qualité traitant du thème abordé ici, merci de compléter l'article en donnant les références utiles à sa vérifiabilité et en les liant à la section « Notes et références ».
Le palais de Jabalquinto est un bâtiment de style gothico-Renaissance situé dans la ville espagnole de Baeza, dans la province de Jaén (Andalousie). Il s'agit d'un des symboles patrimoniaux de la localité. Il actuellement accueille le Siège Antonio Machado de l'Université Internationale d'Andalousie. Il fait partie de l'ensemble monumental Renaissance de Baeza, qui, avec celui d'Úbeda, a été déclaré Patrimoine mondial de l'Humanité par l'Unesco en 2003.

## Histoire

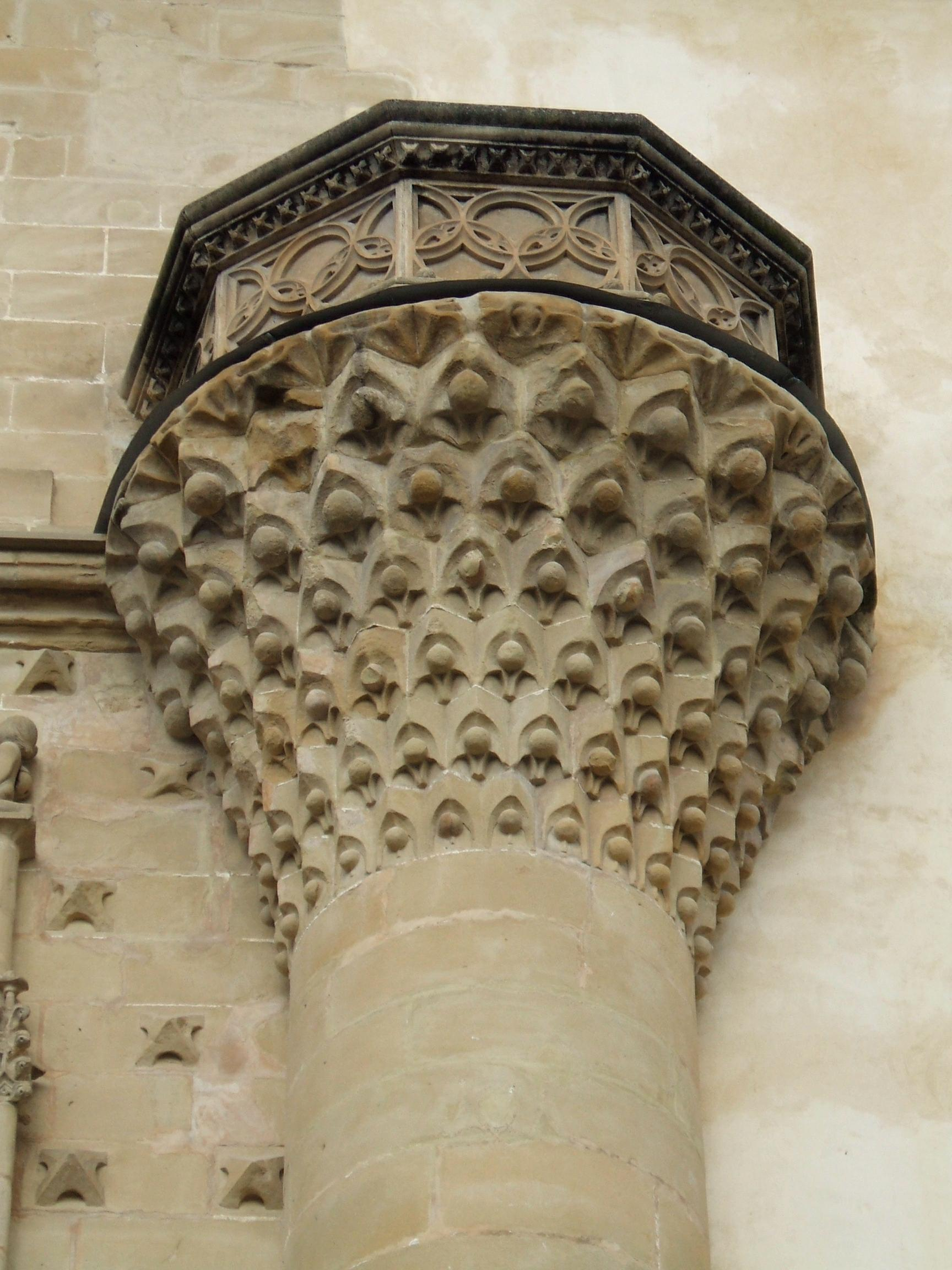
Décoration du contrefort droit.

Il a été commandé dans la deuxième moitié du XVe siècle par le marquis de Jabalquinto Juan Alfonso de Benavides Manrique.
En 1637, l'héritière de la Maison est Isabel de Benavides, marquise de Jabalquinto, mariée au comte de Benavente, Antonio Alonso Pimentel de Quiñones, unissant les deux titres. En 1720, à la demande du Séminaire de San Felipe Neri désirant s'agrandir, les comtes ont cédé le palais, en se réservant le droit, eux et leurs successeurs, d'avoir une chambre lorsqu'ils viendraient à Baeza.
Le palais continua à être utilisé comme Séminaire Moindre du diocèse de Jaén jusqu'en 1969. En 1931, il a été déclaré monument historique-artistique. Entre 1987 et 1991 il a été siège de l'École Atelier de Réhabilitation du Patrimoine Historique-Artistique de Baeza. Avec la fondation de l'Université Internationale d'Andalousie, en 1994, le palais est cédé par le diocèse à la nouvelle institution universitaire. Sa réhabilitation finale a obtenu, en 2005, un prix des Villes Patrimoine de l'Humanité attribué par le Ministère de Culture de l'Espagne, pour la restauration et mise en usage du bâtiment,. Il accueille depuis le siège Antonio Machado de l'Université Internationale d'Andalousie.

### Façade

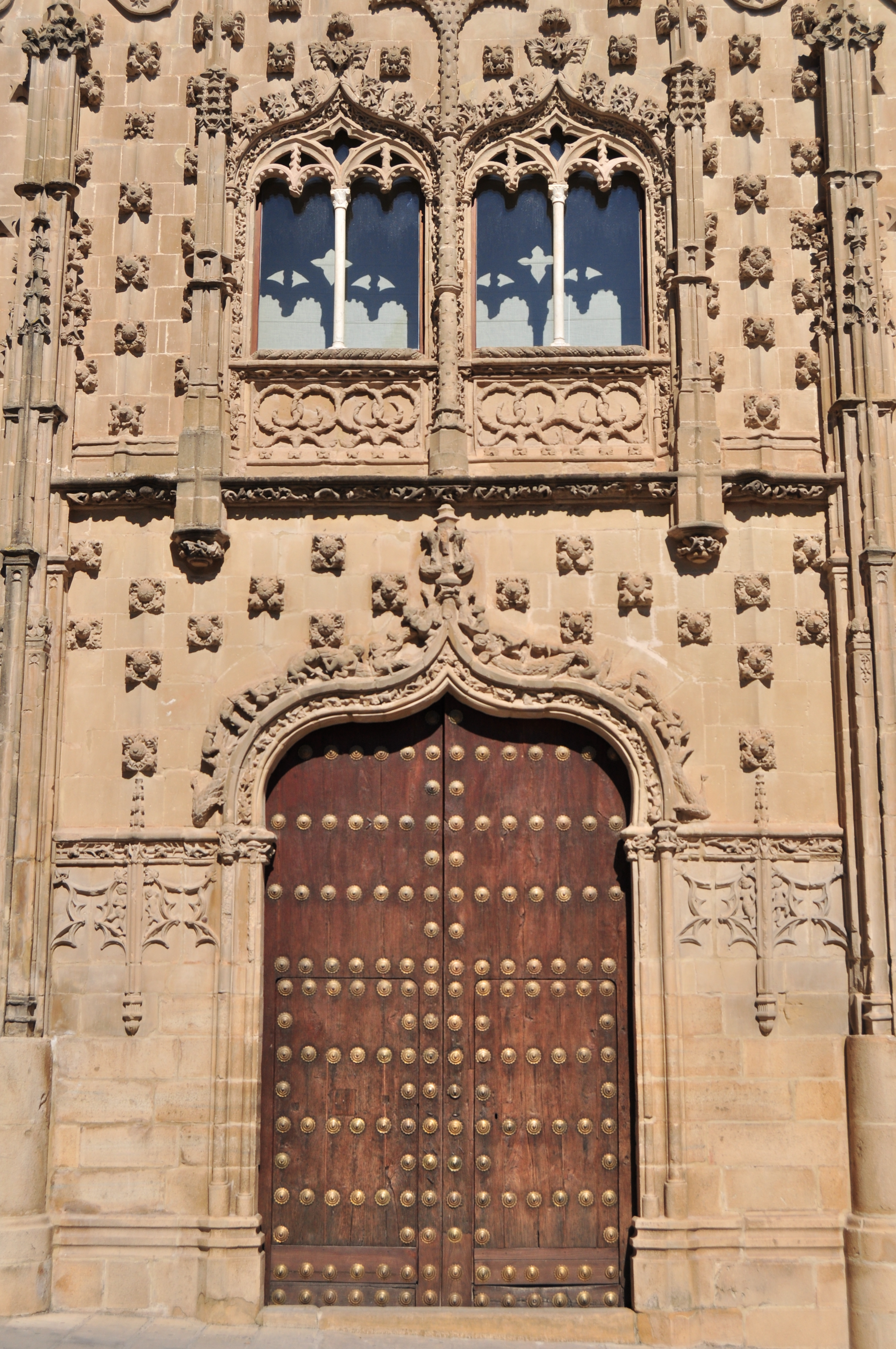
Façade principale

Le projet de l'édifice est attribué à Juan Guas. De style gothique isabélin, la riche façade est ornée de pointes de diamant, fleurons, pinacles, héraldique et muqarnas. À l'origine, son style était beaucoup plus gothique, et sa loggia supérieure similaire à celle du Palais du Infantado de Guadalajara.

### Patio et escalier

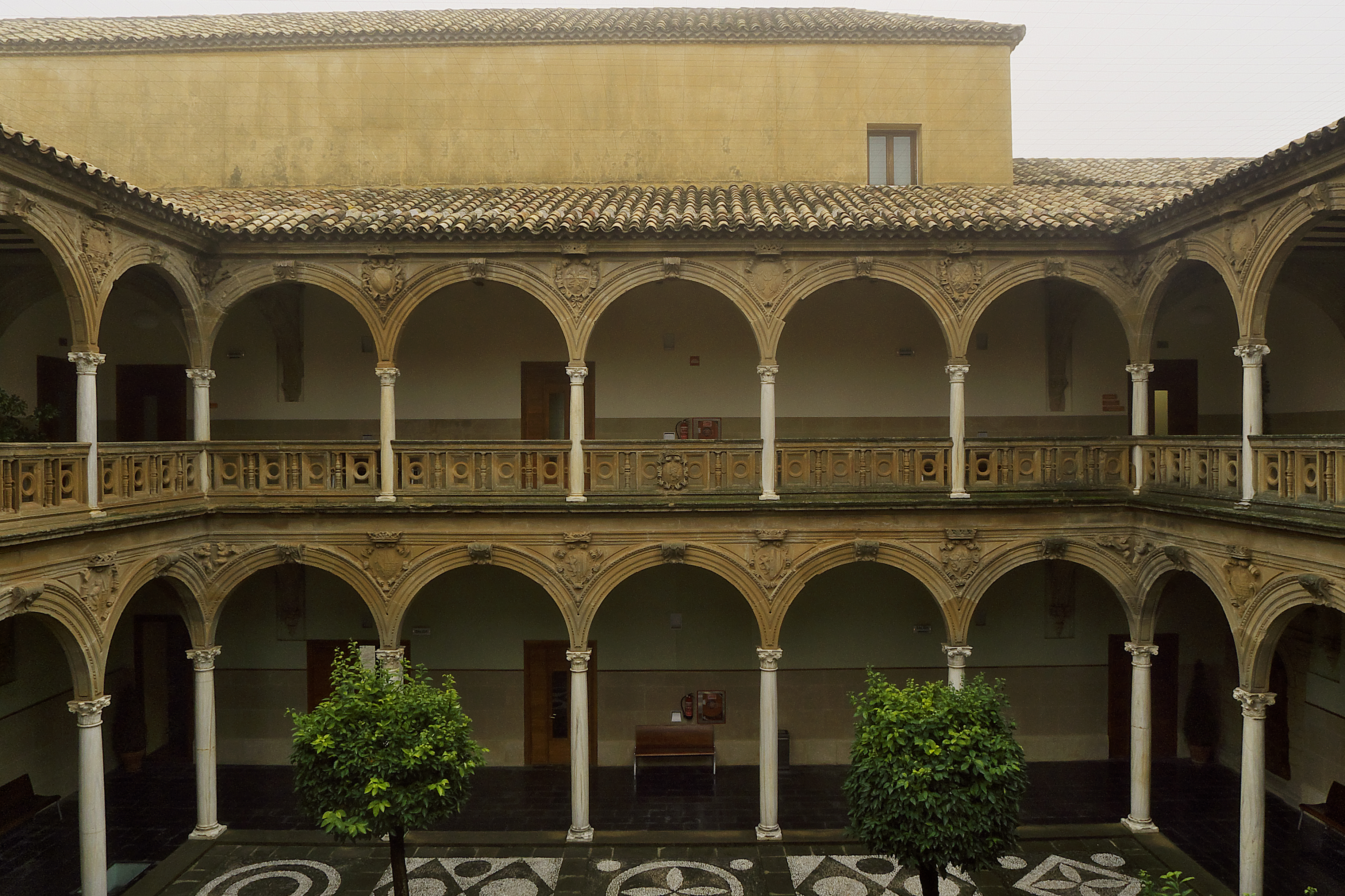
Patio Renaissance

Le patio est Renaissance, constitué d'une rangée de double arcades avec des colonnes de marbre. Deux dates y figurent : 1599 et 1600. Il est attribué à l'architecte Andrés de Vandelvira. 

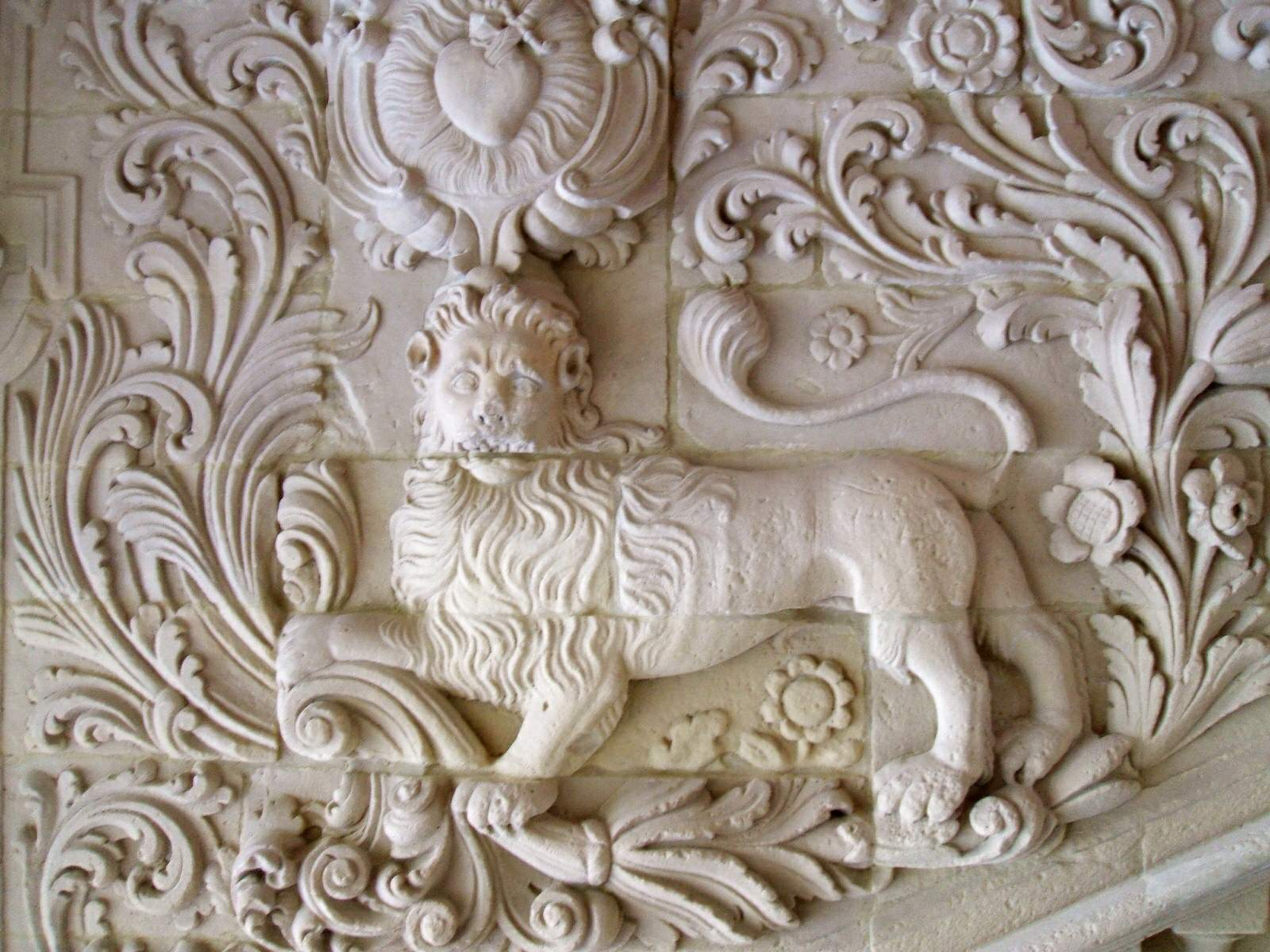
Décor du premier tronçon de l'escalier.

L'escalier monumental, avec son riche décor, est déjà nettement baroque.

## Source de traduction
- (es) Cet article est partiellement ou en totalité issu de l’article de Wikipédia en espagnol intitulé « Palacio de Jabalquinto » (voir la liste des auteurs).